# Universitat de Solsona
La Universitat Literària de Solsona va ser una institució d'ensenyament superior de Catalunya radicada a la ciutat de Solsona, que va funcionar entre 1620 i 1717. El seu origen va ser un col·legi dominic instal·lat a la ciutat des de 1614 i elevat a universitat el 1620, la darrera creada a Catalunya abans de la supressió de totes les universitats i la seva centralització a Cervera. Regida per l'orde dels dominics, va tenir grans privilegis similars a altres universitats de la monarquia com Alcalà d'Henares o Salamanca, tanmateix, els títols que conferia van tenir un valor canònic i tenien validesa a Catalunya i al regne de Mallorca, en tant que no va tenir una confirmació règia. El seu abast va ser de caràcter local, tot i que també va haver-hi presència d'estudiants de fora de la diòcesi solsonina.
Aquest centre universitari va estar instal·lat al Palau Llobera, antigament un hospital, que al segle XVII havia deixat de complir aquesta funció i va ser cedit als dominics per butlla papal de 21 de novembre de 1614, que el van utilitzar com a convent, però els frares també hi van instal·lar un centre d'ensenyament, que van anomenar Col·legi dels Sants Miquel i Gabriel i d'en Llobera. Les classes van començar ben aviat i el col·legi va tenir molt d'èxit i el seu nombre d'estudiants va créixer molt. Prenent consciència d'aquesta situació, el bisbe de Solsona, fra Juan Álvaro, religiós d'origen cistercenc, va recomanar al papa que aquests estudis fossin elevats a universitaris i s'atorgués la potestat de conferir graus superiors. El centre va ser promogut a aquest grau el 1620 mitjançant una butlla del papa Pau V quan va erigir en Universitat Literària, on a més la comunitat va continuar resident conventualment. Ben aviat va ser equiparada en privilegis a altres universitats de la península que eren de l'orde dels predicadors, com Alcalà d'Henares, Sevilla, Salamanca i Valladolid, un fet que tant el bisbe com tot el poble de Solsona van rebre amb entusiasme. D'aquesta manera Solsona es va convertir en la darrera de les ciutats catalanes a obtenir un centre d'estudis superiors abans de la supressió de tots els centres amb els Decrets de Nova Planta.
Ja elevada com a universitat va continuar sent regentada per dominics, els quals també impartien classes, però no van ser els únics, car també hi havia catedràtics seglars que n'eren mestres. La universitat, a més, no només estava destinada a l'ensenyament de religiosos, sinó que estava oberta a qualsevol laic, fos solsoní o estranger. El centre tenia permès l'ensenyament de set arts liberals: medicina, lleis -és a dir, dret civil i canònic-, teologia i filosofia. A més, tenia la capacitat de conferir tots els graus: batxiller, llicenciat, mestre i doctor. Tanmateix, aquests graus tenien sols un valor canònic, amb validesa al Principat de Catalunya i al Regne de Mallorca, i el centre no va tenir una confirmació règia, com si la van tenir altres com el Col·legi de Sant Jordi de Tortosa, però en tot cas sí que van servir també, per exemple, per obtenir dignitats catedralícies, com és el cas del futur bisbe d'Urgell Joan Baptista Desbach i Martorell. La universitat va tenir una notable qualitat acadèmica i va tenir una vida pròspera, però, en tot cas, la seva influència devia ser més aviat de caràcter local, tot i que hi assistien estudiants de fora perquè els drets de títol i d'exàmens eren més barats i perquè en els títols hi constava que eren concedits per una universitat, fet que els donava més prestigi a l'estranger.
Tanmateix, i malgrat els seus privilegis, la Universitat de Solsona no va ser ben vista per l'Estudi General de Barcelona, que l'any 1665 va intentar que no pogués atorgar doctorats, proposta que finalment no va prosperar perquè Solsona va demostrar el seu dret a conferir-los i va ser respectada. Davant la manca de seminari a la diòcesi de Solsona, la universitat va actuar com a tal per a l'educació dels futurs capellans fins al 1846, any en què es va crear el primer seminari diocesà. Com les altres universitats catalanes, va ser suprimida per Felip V d'Espanya i agregada a la nova Universitat de Cervera mitjançant decret de l'11 de maig de 1717. No obstant això, el seu recinte, que va continuar regentat pels frares dominics, va continuar funcionant com a col·legi fins al 1820, i els frares es van mantenir a l'edifici fins a l'exclaustració de l'orde el 1835 fruit de la desamortització de Mendizábal. Encara seria establerta una nova universitat al mateix indret durant l'estada dels carlins a Solsona des de 1837.